# 1925
| [ Edytuj tabelę ]                                                | |
| Prezydent Polski                                                 | - 1922 Stanisław Wojciechowski 1926 |
| Premier Polski                                                   | - 1923 Władysław Grabski 1925 - 1925 Aleksander Józef Skrzyński 1926 |
| Król Afganistanu                                                 | - 1919 Amanullah Chan 1929 |
| Prezydent Albanii                                                | - 1925 Ahmed Zogu 1928 |
| Premier Albanii                                                  | - 1924 Ilias Vrioni 1925 - 1925 Ahmed Zogu 1925 |
| Współksiążęta Andory                                             | - 1920 Justí Guitart i Vilardebó 1940 - 1924 Gaston Doumergue 1931 |
| Prezydent Argentyny                                              | - 1922 Marcelo Torcuato de Alvear 1928 |
| Premier Australii                                                | - 1923 Stanley Bruce 1929 |
| Prezydent Austrii                                                | - 1920 Michael Hainisch 1928 |
| Kanclerz Austrii                                                 | - 1924 Rudolf Ramek 1926 |
| Król Belgów                                                      | - 1909 Albert I 1934 |
| Premier Belgii                                                   | - 1921 Georges Theunis 1925 - 1925 Aloys van de Vyvere 1925 - 1925 Prosper Poullet 1926                                                                                 |
| Król Bhutanu                                                     | - 1907 Ugyen Wangchuck 1926 |
| Prezydent Boliwii                                                | - 1920 Bautista Saavedra 1925 - 1925 Felipe S. Guzmán 1926 |
| Prezydent Brazylii                                               | - 1922 Artur da Silva Bernardes 1926 |
| Sułtan Brunei                                                    | - 1924 Ahmad Tajuddin 1950 |
| Car Bułgarii                                                     | - 1918 Borys III 1943 |
| Premier Bułgarii                                                 | - 1923 Aleksandyr Cankow 1926 |
| Prezydent Chile                                                  | - 1924 Luis Altamirano 1925 - 1925 Pedro Pablo Dartnell 1925 - 1925 Arturo Alessandri Palma 1925 - 1925 Luis Barros Borgono 1925 - 1925 Emiliano Figueroa Larrain 1927  |
| Prezydent Chin                                                   | - 1924 Duan Qirui 1926 |
| Prezydent Czechosłowacji                                         | - 1918 Tomáš Masaryk 1935 |
| Premier Czechosłowacji                                           | - 1922 Antonín Švehla 1926 |
| Król Danii                                                       | - 1912 Chrystian X 1947 |
| Premier Danii                                                    | - 1924 Thorvald Stauning 1926 |
| Dalajlama                                                        | - 1878 Thubten Gjaco 1933 |
| Prezydent Dominikany                                             | - 1924 Horacio Vásquez 1930 |
| Władca Egiptu                                                    | - 1917 Fu’ad I 1936 |
| Premier Egiptu                                                   | - 1924 Ahmad Ziwar 1926 |
| Prezydent Ekwadoru                                               | - 1920 José Luis Tamayo 1925 - 1924 Gonzalo Córdova 1925 - 1925 junta wojskowa 1926                                                                                     |
| Premier Estonii                                                  | - 1924 Jüri Jaakson 1925 - 1925 Jaan Teemant 1927 |
| Cesarz Etiopii                                                   | - 1916 Zeuditu (cesarzowa) 1930 |
| Premier Etiopii                                                  | - 1909 Habte Gijorgis 1927 |
| Prezydent Finlandii                                              | - 1919 Kaarlo Juho Ståhlberg 1925 - 1925 Lauri Kristian Relander 1931                                                                                                   |
| Premier Finlandii                                                | - 1924 Lauri Ingman 1925 - 1925 Antti Tulenheimo 1925 - 1925 Kyösti Kallio 1926                                                                                         |
| Prezydent Francji                                                | - 1924 Gaston Doumergue 1931 |
| Premier Francji                                                  | - 1924 Édouard Herriot 1925 - 1925 Paul Painlevé 1925 - 1925 Aristide Briand 1926                                                                                       |
| Prezydent Senatu Wolnego Miasta Gdańska                          | - 1920 Heinrich Sahm 1931 |
| Prezydent Grecji                                                 | - 1924 Pawlos Kunduriotis 1926 |
| Prezydent Gwatemali                                              | - 1921 José María Orellana 1926 |
| Prezydent Haiti                                                  | - 1922 Louis Borno 1930 |
| Król Hiszpanii                                                   | - 1886 Alfons XIII 1931 |
| Premier Hiszpanii                                                | - 1923 Miguel Primo de Rivera 1930 |
| Król Holandii                                                    | - 1890 Wilhelmina 1948 |
| Premier Holandii                                                 | - 1918 Charles Ruijs de Beerenbrouck 1925 - 1925 Hendrikus Colijn 1926                                                                                                  |
| Prezydent Hondurasu                                              | - 1924 Vincente Tosta (p.o.) 1925 - 1925 Miguel Paz Barahona 1929 |
| Szach Iranu                                                      | - 1909 Ahmad Szah 1925 - 1925 Reza Szah Pahlawi 1941 |
| Premier Iranu                                                    | - 1923 Reza Szah Pahlawi 1925 - 1925 Mohammad Ali Forughi 1926 |
| Władca Indii                                                     | - 1910 Jerzy V 1936 |
| Król Irlandii                                                    | - 1910 Jerzy V 1936 |
| Premier Irlandii                                                 | - 1922 William Thomas Cosgrave 1932 |
| Cesarz Japonii                                                   | - 1912 Yoshihito 1926 |
| Premier Japonii                                                  | - 1924 Takaaki Katō 1926 |
| Premier Jugosławii                                               | - 1924 Nikola Pašić 1926 |
| Premier Kanady                                                   | - 1921 William Lyon Mackenzie King 1926 |
| Emir Kataru                                                      | - 1913 Abd Allah ibn Kasim Al Sani 1949 |
| Prezydent Kolumbii                                               | - 1922 gen. Pedro Nel Ospina 1926 |
| Patriarcha Konstantynopola                                       | - 1924 Konstantyn VI 1925 - 1925 Bazyli III 1929 |
| Gubernator Korei (okupacja japońska)                             | - 1919 Makoto Saitō 1927 |
| Prezydent Kostaryki                                              | - 1924 Ricardo Jiménez Oreamuno 1928 |
| Prezydent Kuby                                                   | - 1921 Alfredo Zayas 1925 - 1925 Gerardo Machado 1933 |
| Prezydent Liberii                                                | - 1920 Charles King 1930 |
| Książę Liechtensteinu                                            | - 1858 Jan II Dobry 1929 |
| Premier Liechtensteinu                                           | - 1922 Gustav Schädler 1928 |
| Prezydent Litwy                                                  | - 1922 Aleksandras Stulginskis 1926 |
| Premier Litwy                                                    | - 1924 Antanas Tumėnas 1925 - 1925 Vytautas Petrulis 1925 - 1925 Leonas Bistras 1926                                                                                    |
| Wielki książę Luksemburga                                        | - 1919 Szarlotta 1964 |
| Premier Luksemburga                                              | - 1918 Émile Reuter 1925 - 1925 Pierre Prüm 1926 |
| Prezydent Łotwy                                                  | - 1922 Jānis Čakste 1927 |
| Premier Łotwy                                                    | - 1924 Hugo Celmiņš 1925 - 1925 Kārlis Ulmanis 1926 |
| Premier Malty                                                    | - 1924 Ugo Pasquale Mifsud 1927 |
| Sułtan Maroka                                                    | - 1913 Jusuf ibn Hassan 1927 |
| Prezydent Meksyku                                                | - 1924 Plutarco Elías Calles 1928 |
| Książę Monako                                                    | - 1922 Ludwik II 1949 |
| Minister stanu Monako                                            | - 1923 Maurice Piette 1932 |
| Przewodniczący Prezydium Małego Churału Państwowego Mongolii     | - 1924 Peldżidijn Genden 1927 |
| Premier Mongolii                                                 | - 1923 Balingijn Cerendordż 1928 |
| Król Nepalu                                                      | - 1911 Tribhuvan 1950 |
| Premier Nepalu                                                   | - 1901 Chandra Shumsher Jang Bahadur Rana 1929 |
| Prezydent Niemiec                                                | - 1919 Friedrich Ebert 1925 - 1925 Paul von Hindenburg 1934 |
| Kanclerz Niemiec                                                 | - 1923 Wilhelm Marx 1925 - 1925 Hans Luther 1926 |
| Prezydent Nikaragui                                              | - 1923 Bartolomé Martínez 1925 - 1925 Carlos José Solórzano 1926 |
| Król Norwegii                                                    | - 1905 Haakon VII 1957 |
| Premier Norwegii                                                 | - 1924 Johan Ludwig Mowinckel 1926 |
| Premier Nowej Zelandii                                           | - 1912 William Massey 1925 - 1925 Francis Bell 1925 - 1925 Gordon Coates 1928                                                                                           |
| Sułtan Omanu                                                     | - 1913 Tajmur ibn Fajsal 1932 |
| Prezydent Panamy                                                 | - 1924 Rodolfo Chiari 1928 |
| Papież                                                           | - 1922 Pius XI 1939 |
| Prezydent Paragwaju                                              | - 1924 Eligio Ayala 1928 |
| Prezydent Peru                                                   | - 1919 Augusto B. Leguía 1930 |
| Premier Południowej Afryki                                       | - 1924 Barry Hertzog 1939 |
| Prezydent Portugalii                                             | - 1923 Manuel Teixeira Gomes 1925 - 1925 Bernardino Machado 1926 |
| Premier Portugalii                                               | - 1924 José Domingues dos Santos 1925 - 1925 Vitorino Guimarães 1925 - 1925 António Maria da Silva 1925 - 1925 Domingos Pereira 1925 - 1925 António Maria da Silva 1926 |
| Król Rumunii                                                     | - 1914 Ferdynand 1927 |
| Premier Rumunii                                                  | - 1922 Ion I.C. Brătianu 1926 |
| Prezydent Salwadoru                                              | - 1923 Alfonso Quiñónez Molina 1927 |
| Kapitanowie regenci San Marino                                   | - 1924 Francesco Morri Girolamo Gozi 1925 - 1925 Marino Fattori Augusto Mularoni 1925 - 1925 Valerio Pasquali Marco Marcucci 1926                                       |
| Sekretarz Stanu do spraw Politycznych i Zagranicznych San Marino | - 1918 Giuliano Gozi 1943 |
| Król Serbów, Chorwatów i Słoweńców                               | - 1921 Aleksander I 1929 |
| Prezydent Syrii                                                  | - 1922 Subhi Barakat 1925 - 1925 François Pierre-Alype (p.o.) 1925 |
| Premier Syrii                                                    | - 1925 Subhi Barakat 1925 - 1925 Tadż ad-Din al-Hasani (p.o.) 1926 |
| Prezydent Szwajcarii                                             | - 1925 Jean-Marie Musy 1925 |
| Król Szwecji                                                     | - 1907 Gustaw V 1950 |
| Premier Szwecji                                                  | - 1924 Hjalmar Branting 1925 - 1925 Rickard Sandler 1926 |
| Król Tajlandii                                                   | - 1910 Vajiravudh 1925 - 1925 Prajadhipok 1935 |
| Król Tonga                                                       | - 1918 Salote Tupou III 1965 |
| Premier Tonga                                                    | - 1923 Viliami Tungī Mailefihi 1941 |
| Prezydent Turcji                                                 | - 1923 Mustafa Kemal 1938 |
| Premier Turcji                                                   | - 1924 Fethi Okyar 1925 - 1925 İsmet İnönü 1937 |
| Prezydent Ukrainy                                                | - 1919 Symon Petlura 1926 |
| Prezydent Urugwaju                                               | - 1923 José Serrato 1927 |
| Prezydent USA                                                    | - 1923 Calvin Coolidge 1929 |
| Prezydent Wenezueli                                              | - 1922 Juan Vicente Gómez 1929 |
| Regent Królestwa Węgier                                          | - 1920 Miklós Horthy 1944 |
| Premier Węgier                                                   | - 1921 István Bethlen 1931 |
| Monarcha Wielkiej Brytanii                                       | - 1910 Jerzy V 1936 |
| Premier Wielkiej Brytanii                                        | - 1924 Stanley Baldwin 1929 |
| Król Włoch                                                       | - 1900 Wiktor Emanuel III 1946 |
| Premier Włoch                                                    | - 1922 Benito Mussolini 1943 |
| Przywódca ZSRR                                                   | - 1924 Józef Stalin 1953 |
| Premier ZSRR                                                     | - 1924 Aleksiej Rykow 1930 |

Rok 1925 / MCMXXV
stulecia: XIX wiek ~
XX wiek ~
XXI wiek

dziesięciolecia:
1890–1899 •
1900–1909 •
1910–1919 •
1920–1929
• 1930–1939
• 1940–1949
• 1950–1959

lata: 1915 «
1920 «
1921 «
1922 «
1923 «
1924 «
1925
» 1926
» 1927
» 1928
» 1929
» 1930
» 1935

## Wydarzenia w Polsce
- 1 stycznia – Bełchatów, Iłża, Krzeszowice i Łapy uzyskały prawa miejskie.
- 5 stycznia – otwarto Polski Urząd Pocztowo-Telegraficzny nr 3 w Gdańsku. Był to późniejszy Urząd Pocztowy nr 1, broniony przez polskich pocztowców 1 września 1939
- 13 stycznia – wysoki komisarz Ligi Narodów w Gdańsku McDonnell wystąpił z propozycją, by dla zlikwidowania konfliktu polsko-niemieckiego usunąć polskie skrzynki pocztowe z ulic Gdańska. Polska odrzuciła propozycję, a sprawa trafiła przed Trybunał Międzynarodowy w Hadze, który uznał słuszność polskich racji.
- 14 stycznia – rozpoczął się trzeci zjazd Komunistycznej Partii Robotniczej Polski. Zjazd uchwalił zmianę nazwy na Komunistyczną Partię Polski.
- 18 stycznia – prezydent RP Stanisław Wojciechowski wydał rozporządzenie o powołaniu Generalnej Dyrekcji Poczt i Telegrafów.
- 22 stycznia – Warszawska Rada Miejska podjęła decyzję o wykupieniu majątków w Okęciu, Paluchu i Służewcu pod budowę lotniska i obiektów sportowych.
- 24 stycznia – decyzja o budowie Grobu Nieznanego Żołnierza w Warszawie.
- 31 stycznia – w „Kurierze Warszawskim” ukazała się pierwsza polska krzyżówka.
- 1 lutego – pierwsza oficjalna audycja radiowa nadana przez stację doświadczalną Polskiego Towarzystwa Radiotechnicznego (PTR) – początek publicznej radiofonii w Polsce.
- 10 lutego – Polska podpisała konkordat z Watykanem. Na jego mocy Kościół zyskał pełną swobodę działania, z kolei żadna część terytorium Polski nie miała podlegać biskupowi rezydującemu poza granicami państwa.
- 22 lutego – został założony Polski Związek Hokeja na Lodzie.
- 24 lutego – prasa warszawska rozpoczęła drukowanie programu pierwszej polskiej stacji nadawczej.
- Luty – początek stałego połączenia lotniczego Warszawa – Bukareszt.
- 22 marca:
  - odsłonięto Grób Nieznanego Żołnierza w Łodzi.
  - otwarto skocznię narciarską Wielka Krokiew w Zakopanem.
- 25 marca – Stanisław Grabski został ministrem wyznań religijnych i oświecenia publicznego.
- 27 marca – ratyfikowano konkordat między Polską i Stolicą Apostolską.
- 29 marca – policjant Józef Muraszko zastrzelił podczas konwojowania w celu dokonania wymiany więźniów na granicy polsko-sowieckiej w Stołpcach, Antoniego Wieczorkiewicza i Walerego Bagińskiego, byłych oficerów Wojska Polskiego, skazanych na wieloletnie pozbawienie wolności za działalność komunistyczną i organizację zamachów bombowych, które miały miejsce w kwietniu i maju 1923 w Warszawie i Krakowie. Do przewinień Wieczorkiewicza i Bagińskiego dodano również pomoc w przygotowaniach do wysadzenia prochowni w Cytadeli Warszawskiej 13 października 1923 (w czasie gdy obaj oskarżeni byli osadzeni w więzieniu).
- 18 kwietnia – Polskie Radio przejęło wszystkie agendy wraz ze stacją doświadczalną (Polskiego Towarzystwa Radiotechnicznego).
- 25 kwietnia – ustanowiono Medal 3 Maja.
- 26 kwietnia – wieś Olsztyn została przyłączona do Bełchatowa.
- Kwiecień – Polska podpisała 2 umowy tranzytowe z Jugosławią i Rumunią (dla umożliwienia transportu materiałów wojennych z portu w Salonikach, w przypadku konfliktu zbrojnego z Niemcami i blokady portu w Gdyni).
- 30 kwietnia/1 maja – wykolejenie pociągu tranzytowego z Insterburga do Berlina pod Starogardem Gdańskim, w wyniku czego zginęło 29 osób, a 14 zostało rannych. Przyczyną był sabotaż; sprawców nigdy nie ustalono[1].
- 6 maja – w strzelaninie w gimnazjum w Wilnie zginęło 5 osób, a 9 zostało rannych.
- 9 maja – Warszawa: pierwszy nieoficjalny rekord świata polskiej lekkoatletki. Halina Konopacka rzuciła dyskiem na odległość 31,23 m.
- 16 maja – podniesiono polską banderę na pierwszym w II Rzeczypospolitej jachcie morskim „Carmen”.
- 19 maja – kmdr Jerzy Świrski zastąpił wiceadm. Kazimierza Porębskiego na stanowisku szefa Kierownictwa Marynarki Wojennej.
- 30 maja – umowa polsko-czechosłowacka w sprawie turystyki i ruchu granicznego.
- 3 czerwca – pierwszy raz do niepodległej Polski przyjechała laureatka Nagrody Nobla Maria Skłodowska-Curie.
- 7 czerwca – powstało Stronnictwo Chrześcijańsko-Narodowe.
- 15 czerwca – początek wojny celnej z Niemcami.
- 20 czerwca – w Warszawie biegacz Czesław Foryś ustanowił rekord Polski w biegu na 1500 m wynikiem 4:15,5 s.
- 21 czerwca:
  - Halina Konopacka poprawiła swój własny nieoficjalny rekord świata, rzucając dyskiem 33,405 m.
  - Ludwika Gorloff ustanowiła rekord Polski w biegu na 200 m wynikiem 29,3 s.
- 24 czerwca – powstała Białoruska Włościańsko-Robotnicza Hromada.
- 1 lipca – początek wojny celnej między Polską a Niemcami.
- 12 lipca – prezydent Stanisław Wojciechowski dokonał otwarcia schroniska „Murowaniec” w Tatrach.
- 17–18 lipca – w Warszawie odbyły się IV Mistrzostwa Polski Kobiet w lekkiej atletyce. Trzy zwycięstwa odniosła Wacława Sadkowska: 60 m – 8,4 s; 65 m ppł. – 11,8 s; skok w dal – 4,61 s.
  - 18 lipca – sprinterka Wiera Czajkowska ustanowiła rekord Polski w biegu na 100 m wynikiem 14,0 s.
- 20 lipca – po eksplozji kotła zatonął polski torpedowiec ORP Kaszub.
- 21 lipca – Witold Ostrowski został prezydentem Krakowa.
- 14–16 sierpnia – w Krakowie odbyły się VI Mistrzostwa Polski Mężczyzn w lekkiej atletyce. Osiem zwycięstw odniósł Antoni Cejzik: 4 × 100 m – 46,5 s; 110 m ppł. – 17,6 s; wzwyż – 1,70 m; trójskok – 12,80 m; kula – 11,79 m; młot – 30,92 m; 5-bój – 3 259,405 pkt; 10-bój.
- 18 sierpnia – spółka Polskie Radio dostała monopolistyczną koncesję na eksploatację radiofonii w Polsce. Fakt ten przyjęto z dużym zaskoczeniem, spodziewano się koncesji dla mającego już doświadczenie i warunki techniczne Polskiego Towarzystwa Radiotechnicznego.
- 12 września – w Warszawie lekkoatleta Stefan Kostrzewski ustanowił 2 rekordy Polski w biegach na: 400 m ppł. – 58,8 s oraz 800 m – 1:59,0 s.
- 13 września – otwarto Port lotniczy Łódź-Lublinek.
- 20 września – w Warszawie sprinter Zygmunt Weiss ustanowił rekord Polski w biegu na 400 m wynikiem 51,0 s.
- 22 września – władze Warszawy podjęły decyzje o opracowaniu projektu Metra.
- 26–30 września – pierwsza wizyta w Polsce ministra spraw zagranicznych ZSRR – G. Cziczerina.
- 28 października – papież Pius XI powołał do życia diecezję łomżyńską (pierwszym ordynariuszem został ks. Romuald Jałbrzykowski) oraz diecezję katowicką (jej pierwszym biskupem został ks. August Hlond, późniejszy arcybiskup gnieźnieńsko-poznański, prymas Polski). Diecezja wileńska podniesiona została do rangi archidiecezji.
- 29 października – na Cmentarzu Obrońców Lwowa dokonano wyboru bezimiennych zwłok, które zostały pochowane w Grobie Nieznanego Żołnierza w Warszawie.
- 31 października – obszar na terenie Wolnego Miasta Gdańska na półwyspie Westerplatte został oficjalnie przekazany w bezterminowe i bezpłatne użytkowanie Polsce.
- Listopad – fala strajków w całej Polsce.
- 1 listopada – została utworzona Oficerska Szkoła Lotnictwa w Grudziądzu.
- 2 listopada – złożenie prochów do Grobu Nieznanego Żołnierza w Warszawie.
- 3 listopada – niemiecki minister spraw zagranicznych Gustav Stresemann zakwestionował przebieg granicy z Polską.
- 13 listopada – rząd Władysława Grabskiego podał się do dymisji.
- 20 listopada – utworzenie rządu Aleksandra Skrzyńskiego.
- 26 listopada – Próbna Stacja Radionadawcza Polskiego Towarzystwa Radiotechnicznego nadała pierwszą ze 102 codziennych audycji (ostatnią wyemitowano 14 marca 1926) adresowanych do entuzjastów muzyki, chórów, wieczorów kompozytorskich, literackich i miłośników teatru.
- 1 grudnia – Polska podpisała traktat lokarneński.
- 7 grudnia – Liga Narodów przyznała Polsce prawo do utrzymania straży wojskowej na Westerplatte.
- 28 grudnia – rozpoczęto reformę rolną. Parcelacja odnosiła się do majątków powyżej 180 ha, na Kresach – powyżej 300 ha i zakładała parcelację 200 tys. ha rocznie.

## Wydarzenia na świecie
- 3 stycznia – Benito Mussolini (wł. Il Duce) ogłosił się dyktatorem Włoch.
- 5 stycznia – Nellie Tayloe Ross z Wyoming została zaprzysiężona jako pierwsza w historii Stanów Zjednoczonych kobieta pełniąca funkcję gubernatora stanu.
- 7 stycznia – w Wilhelmshaven zwodowano pierwszy powojenny niemiecki okręt wojenny, lekki krążownik Emden.
- 15 stycznia – Hans Luther został kanclerzem Niemiec.
- 16 stycznia – Helsinki: konferencja państw nadbałtyckich, na której omawiano i uzgadniano wspólną politykę wobec ZSRR.
- 21 stycznia – proklamowano Republikę Albanii.
- 22 stycznia – Kostaryka wystąpiła z Ligi Narodów.
- 27 stycznia – we Florencji podpisano albańsko-grecką umowę graniczną.
- 31 stycznia – Ahmed Zogu został prezydentem Albanii.
- 2 lutego – trzęsienie ziemi o sile 6,2 w skali Richtera w kanadyjskiej prowincji Quebec (Charlevoix-Kamouraska).
- 7 lutego – w ZSRR powstał Związek Wojujących Bezbożników, organizacja propagująca ateizm.
- 9 lutego – nastąpiło złożenie niemieckiej noty protestacyjnej przeciwko zawartemu paktowi gwarancyjnemu między Francją i Polską. Pakt wiązał oba państwa obowiązkiem pomocy na wypadek niedotrzymania zobowiązań przez Niemcy.
- 10 lutego – wybuchło powstanie kurdyjskie przeciwko Turcji.
- 12 lutego – czeski skoczek narciarski Willen Dick został mistrzem świata na skoczni K-90 (Johannisbad).
- 17 lutego – została rozwiązana Chorezmijska SRR, a jej terytorium podzielone pomiędzy Uzbecką SRR, Turkmeńską SRR i Karakałpacki OA. Z kolei terytorium rozwiązanej Bucharskiej SRR włączono do Uzbeckiej SRR.
- 21 lutego – po raz pierwszy ukazał się magazyn (tygodnik) „The New Yorker”.
- 22 lutego – dokonano oblotu brytyjskiego samolotu sportowego, szkolnego i turystycznego de Havilland DH.60 Moth.
- 25 lutego:
  - Japonia nawiązała stosunki dyplomatyczne z ZSRR.
  - w Iranie powitano dwa francuskie samoloty Breguet 19 z namalowanymi flagami państwowymi, przyprowadzone z Francji przez wyszkolonych tam irańskich pilotów, co uznaje się za symboliczny początek istnienia irańskiego lotnictwa wojskowego.
- 28 lutego – kanclerz Hans Luther został tymczasowym prezydentem Niemiec w miejsce zmarłego Friedricha Eberta.
- 1 marca – Lauri Kristian Relander został prezydentem Finlandii.
- 4 marca – Calvin Coolidge jako pierwszy prezydent USA wygłosił przemówienie inauguracyjne, które było transmitowane przez radio.
- 6 marca:
  - po wygranym plebiscycie narodowościowym Belgia zaanektowała niemieckie miasta i gminy Eupen i Malmedy.
  - w ZSRR ukazała się „Pionierska Prawda” (ros. Пионе́рская Пра́вда), jedno z pierwszych w Europie pism dziecięcych.
  - utworzono Ordynariat polowy Włoch.
- 9 marca – Royal Air Force rozpoczął kampanię bombardowań i ostrzału z powietrza górskich kryjówek miejscowych wojowników z plemion Mahsud w Południowym Waziristanie.
- 10 marca – założono grecki klub sportowy Olympiakos SFP.
- 13 marca – małpi proces: prawo w stanie Tennessee w USA zabroniło nauczania w szkołach teorii ewolucji.
- 16 marca – w trzęsieniu ziemi o sile 7,1 stopnia w skali Richtera w chińskiej prowincji Junnan zginęło 5 tys. osób.
- 18 marca – Tri-State Tornado, które przeszło przez stany Missouri, Illinois i Indianę, pozbawiło życia 695 osób i raniło 2027 osób.
- 20 marca – Pierre Prüm został premierem Luksemburga.
- 22 marca – w swym pierwszym oficjalnym meczu reprezentacja Haiti w piłce nożnej przegrała 1:2 z Jamajką.
- 25 marca – szkocki wynalazca John Logie Baird zademonstrował w Londynie ruchomy obraz telewizyjny.
- 1 kwietnia – założono Uniwersytet Hebrajski w Jerozolimie.
- 7 kwietnia – Adolf Hitler zrzekł się obywatelstwa austriackiego.
- 10 kwietnia:
  - ukazała się powieść Francisa Scotta Fitzgeralda Wielki Gatsby (ang. The Great Gatsby).
  - Carycyn został przemianowany na Stalingrad.
- 12 kwietnia – założono klub piłkarski Club Bolívar.
- 16 kwietnia – w Sofii bułgarscy komuniści przeprowadzili terrorystyczny atak na kościół (cerkiew „Sweta Nedela”) – zginęło 213 osób, a ponad 500 zostało rannych.
- 17 kwietnia – Paul Painlevé został po raz drugi premierem Francji.
- 19 kwietnia – założono najbardziej utytułowany chilijski klub piłkarski CSD Colo-Colo.
- 26 kwietnia – prezydentem Niemiec został w wyniku wyborów Paul von Hindenburg.
- 1 maja:
  - Cypr oficjalnie otrzymał status kolonii brytyjskiej.
  - powstała Ogólnochińska Federacja Związków Zawodowych.
  - założono ekwadorski klub piłkarski Barcelona SC.
- 2 maja – dokonano oblotu amerykańskiego samolotu transportowego Douglas C-1.
- 5 maja:
  - w Japonii weszło w życie prawo gwarantujące wszystkim mężczyznom w wieku 25 lat i starszym czynne prawo wyborcze.
  - język afrikaans stał się językiem urzędowym w Związku Południowej Afryki.
- 12 maja – Paul von Hindenburg objął urząd prezydenta Niemiec.
- 17 maja – Teresa z Lisieux została kanonizowana przez papieża Piusa XI.
- 30 maja:
  - w Chinach powstał studencko-robotniczy Ruch 30 Maja.
  - w Pradze Czechosłowacja i Polska podpisały konwencję turystyczną.
- 31 maja – Jan Maria Vianney został kanonizowany przez papieża Piusa XI.
- 1 czerwca – Percy i Florence Arrowsmith wzięli ślub. Para ta obchodziła osiemdziesiątą rocznicę ślubu w dniu 1 czerwca 2005 roku (Percy w wieku 105 lat i jego żona Florence w wieku 100 lat).
- 6 czerwca – Walter Chrysler założył koncern motoryzacyjny Chrysler Corporation.
- 13 czerwca – Charles Francis Jenkins(inne języki) dokonał zsynchronizowanej transmisji obrazu i dźwięku, użył mechanicznego 48 liniowego systemu. Dziesięciominutowy film poruszającego się wiatraka przesłał na odległość 8 km (5 mil) z miejscowości Anacostia (dzisiaj część Waszyngtonu) do Waszyngtonu. Świadkami tego wydarzenia byli przedstawiciele amerykańskiej agencji Narodowego Instytutu Standaryzacji i Technologii, Marynarki Wojennej Stanów Zjednoczonych i Departamentu Handlu Stanów Zjednoczonych. Jenkins nazwał to wydarzenie „pierwszym publicznym pokazem radiowizji”.
- 16 czerwca – na Krymie otwarto obóz pionierski Artek.
- 17 czerwca:
  - podpisano Protokół genewski o zakazie używania na wojnie gazów duszących, trujących lub podobnych oraz środków bakteriologicznych.
  - Prosper Poullet(inne języki) został premierem Belgii.
- 23 czerwca:
  - w ZSRR ustanowiono Nagrodę Leninowską.
  - pierwsze wejście na najwyższy szczyt Kanady, Logan – 5966 m n.p.m. (A.H. MacCarthy, H.F. Lambart, A. Carpe, W.W. Foster, N. Read i A. Taylor).
- 26 czerwca – odbyła się premiera komedii Gorączka złota, w reżyserii Charliego Chaplina.
- 10 lipca – powstała Centralna Agencja Prasowa ZSRR – TASS (ros. Телеграфное агентство Советского Союза – ТАСС).
- 13 lipca – na Morawach w Czechosłowacji odnaleziono figurkę paleolityczną Wenus z Dolních Věstonic datowaną na okres kultury graweckie.
- 18 lipca – w Niemczech ukazała się książka Adolfa Hitlera Mein Kampf.
- 21 lipca – niemiecki reporter Bernhard Ernst przeprowadził bezpośrednią transmisję radiową z regat wioślarskich (pierwsze sprawozdanie sportowe w dziejach europejskiej radiofonii).
- 25 sierpnia:
  - weszła w życie Konwencja Kłajpedzka.
  - Francja wycofała wojska okupacyjne z Zagłębia Ruhry w Niemczech.
- 30 sierpnia – w wyniku referendum została zatwierdzona konstytucja Chile.
- 4 października – w Colombes Szwed Sten Pettersson ustanowił rekord świata w biegu na 400 m ppł. (53,8 s)
- 5–16 października – konferencja w Locarno.
- 12 października – w amerykańskim Port Chester, Albert Michelsen został 1. lekkoatletą, który przebiegł maraton w czasie krótszym niż 2,5 h (2.29:01,8 s)
- 24 października – Bułgaria: zniesiono stan wojenny wprowadzony 16 kwietnia po zamachu bombowym w cerkwi Sweta Nedela.
- 30 października – John Logie Baird skonstruował pierwszy nadajnik telewizyjny w Wielkiej Brytanii.
- 31 października – obalony przez wojsko w 1921 roku Ahmad Szah, ostatni szach Persji z dynastii Kadżarów, został formalnie pozbawiony władzy przez Zgromadzenie Narodowe, które zaoferowało koronę Rezie Szahowi z dynastii Pahlawi.
- 5 listopada – brytyjski agent Sidney Reilly został rozstrzelany przez funkcjonariuszy OGPU w lesie pod Moskwą.
- 9 listopada – utworzono Schutzstaffel (SS).
- 28 listopada – Aristide Briand został po raz piąty premierem Francji.
- 1 grudnia – w Londynie podpisano układ z Locarno (pakt reński – Belgia, Francja, Niemcy, Włochy i Wielka Brytania).
- 2 grudnia – w wyniku fuzji AGFA, BASF, Bayer AG i innych niemieckich przedsiębiorstw powstał koncern IG Farben, późniejszy producent Cyklonu B.
- 11 grudnia – Pius XI wydał encyklikę Quas Primas.
- 12 grudnia:
  - w Albanii został ustanowiony Order Skanderbega.
  - otwarto pierwszy motel. Obiekt o tej nazwie otwarto w San Luis Obispo, na trasie z Los Angeles do San Francisco. Słowo „motel” to kombinacja dwóch angielskich wyrazów: motorist i hotel. Oznacza: hotel dla zmotoryzowanych.
- 15 grudnia – Reza Pahlawi został szachem Iranu.
- 16 grudnia – Liga Narodów ustaliła granicę turecko-iracką, przyznając Irakowi sporną kurdyjską prowincję Mosul.
- 21 grudnia – premiera filmu Pancernik Potiomkin w reżyserii Siergieja Eisensteina.
- 31 grudnia – w Turynie otwarto Park Ruffini.
- W stanie Queensland w Australii wprowadzono 44-godzinny tydzień pracy.
- Nowy Jork wyprzedził Londyn pod względem ilości mieszkańców i stał się największym miastem świata (populacja – ok. 7 774 000).
- W USA pistolet maszynowy Thompson był sprzedawany w sieci sklepów „Sears, Roebuck and Company” po 175 dolarów za sztukę.
- Vladimir Zworykin (ros. Владимир Козьмич Зворыкин) opatentował wynalazek telewizji kolorowej.
- Po Londynie zaczęły kursować autobusy piętrowe.
- Wynaleziono taśmę klejącą.

## Urodzili się
- 2 stycznia:
  - Anna Beata Chodorowska, polska poetka (zm. 1995)
  - Rachel Grynfeld, polska wychowawczyni przedszkolna, pisarka pochodzenia żydowskiego (zm. 2023)
  - Andrzej Nikodemowicz, polski kompozytor, pianista i pedagog (zm. 2017)
- 3 stycznia – Stanisław Dąbrowski, polski duchowny protestancki (zm. 2016)
- 6 stycznia – Jane Harvey, amerykańska piosenkarka (zm. 2013)
- 7 stycznia:
  - Jacques Donnay, francuski polityk (zm. 2024)
  - Gerald Durrell, brytyjski pisarz, zoolog (zm. 1995)
  - Harry Stradling Jr., amerykański operator filmowy (zm. 2017)
- 8 stycznia:
  - Kazimierz Korzan, polski prawnik, sędzia Sądu Najwyższego (zm. 2015)
  - Bernardo Ruiz, hiszpański kolarz szosowy (zm. 2025)
- 9 stycznia – Lee Van Cleef, amerykański aktor (zm. 1989)
- 10 stycznia – Florian Siwicki, polski generał (zm. 2013)
- 12 stycznia:
  - María Guggiari Echeverría, paragwajska karmelitanka, błogosławiona katolicka (zm. 1959)
  - Katherine MacGregor, amerykańska aktorka (zm. 2018)
  - Georges Perron, francuski duchowny katolicki (zm. 2021)
- 14 stycznia:
  - Lidia Babiuch, polska lekarka
  - Yukio Mishima (jap. 三島 由紀夫 – Mishima Yukio), japoński prozaik, poeta, dramaturg i eseista (zm. 1970)
- 15 stycznia:
  - Ignacio López Tarso, meksykański aktor (zm. 2023)
  - Jarema Stępowski, polski aktor i piosenkarz (zm. 2001)
- 16 stycznia:
  - Edward Grabarz, polski żołnierz podziemia antykomunistycznego (zm. 1946)
  - Janusz Szosland, polski włókiennik (zm. 2005)
- 17 stycznia:
  - Robert Cormier, amerykański pisarz (zm. 2000)
  - Kazimierz Kluz, polski duchowny katolicki, biskup pomocniczy gdański (zm. 1982)
  - Kazimierz Paulo, polski dowódca wojskowy (zm. 2023)
- 18 stycznia – Gilles Deleuze, francuski filozof (zm. 1995)
- 19 stycznia – Nina Bawden(inne języki), angielska pisarka dla młodzieży (zm. 2012)
- 20 stycznia:
  - Ernesto Cardenal, nikaraguański duchowny katolicki i poeta (zm. 2020)
  - Eugen Gomringer, szwajcarski poeta i eseista
  - Haxhi Tafaj, albański śpiewak operowy (zm. 2005)
- 21 stycznia – Izabella Bielińska, polska pisarka
- 23 stycznia – Krzysztof Zamenhof-Zaleski, polski inżynier i esperantysta (zm. 2019)
- 24 stycznia:
  - Danuta Gościcka, polska anatom, wykładowca akademicki, profesor (zm. 2015)
  - Owen Maddock, brytyjski inżynier, projektant (zm. 2000)
  - Władlen Michajłow, radziecki generał armii (zm. 2004)
  - Meir M. Lehman, brytyjski informatyk (zm. 2010)
  - Maria Tallchief, amerykańska tancerka (zm. 2013)
- 25 stycznia:
  - Zdzisław Konicki, znawca dziejów i zabytków Łodzi (zm. 1999)
  - Paul Pörtner, niemiecki dramatopisarz i poeta (zm. 1984)
- 26 stycznia:
  - Joan Leslie, amerykańska aktorka (zm. 2015)
  - Paul Newman, amerykański aktor (zm. 2008)
- 28 stycznia – Andrzej Stelmachowski, polski prawnik, polityk, marszałek Senatu, minister edukacji narodowej (zm. 2009)
- 30 stycznia:
  - Douglas Engelbart, amerykański naukowiec i wynalazca (zm. 2013)
  - Dorothy Malone, amerykańska aktorka (zm. 2018)
  - Leszek Woźniak, polski onkolog, patomorfolog i dermatolog (zm. 2019)
- 31 stycznia – Micheline Lannoy, belgijska łyżwiarka figurowa (zm. 2023)
- 1 lutego – Stanisław Kuś, polski profesor nauk technicznych (zm. 2020)
- 2 lutego:
  - Raimondo D’Inzeo, włoski jeździec (zm. 2013)
  - Miklós Holop, węgierski piłkarz wodny (zm. 2017)
  - Adesio Lombardo, urugwajski koszykarz (zm. 2004)
  - Irmina Romanis, polska charakteryzatorka filmowa.
  - Elaine Stritch, amerykańska aktorka, piosenkarka (zm. 2014)
- 3 lutego – Leon Schlumpf, polityk szwajcarski (zm. 2012)
- 4 lutego:
  - Arne Åhman, szwedzki lekkoatleta (zm. 2022)
  - Helena Kisiel, polska historyk, archiwistka, działaczka społeczna (zm. 2015)
  - Arno Puškáš, słowacki taternik, alpinista, przewodnik tatrzański, publicysta i grafik (zm. 2001)
- 6 lutego – Stanisław Sadkowski, polski plutonowy podchorąży, żołnierz AK, uczestnik powstania warszawskiego (zm. 1944)
- 8 lutego – Jack Lemmon, amerykański aktor (zm. 2001)
- 10 lutego:
  - Symcha Ratajzer-Rotem, żydowski działacz ruchu oporu, członek ŻOB, uczestnik powstania w getcie warszawskim (zm. 2018)
  - Zdzisław Sadowski, polski ekonomista, polityk, wicepremier (zm. 2018)
- 11 lutego – Kim Stanley, amerykańska aktorka (zm. 2001)
- 13 lutego – Józef Kazimierz Wroniszewski, polski historyk (zm. 2013)
- 14 lutego – Anna Ćwiakowska, polska pisarka pochodzenia żydowskiego (zm. 2022)
- 17 lutego:
  - Hal Holbrook, amerykański aktor (zm. 2021)
  - Stanisław Kostka, polski nauczyciel, polityk, senator RP (zm. 2003)
  - Henryk Rafalski, polski lekarz (zm. 2019)
  - Kenneth Wiesner, amerykański lekkoatleta, skoczek wzwyż (zm. 2019)
- 18 lutego:
  - Marcel Barbeau, kanadyjski malarz i rzeźbiarz (zm. 2016)
  - George Kennedy, amerykański aktor (zm. 2016)
  - Zygmunt Mieszczak, weteran Szarych Szeregów oraz Armii Krajowej (zm. 2023)
  - Pablo Sittler, gwatemalski strzelec (zm. 2008)
- 20 lutego:
  - Robert Altman, amerykański reżyser, scenarzysta i producent filmowy (zm. 2006)
  - Rywka Basman Ben-Chaim, izraelska poetka tworząca w jidysz (zm. 2023)
  - Girija Prasad Koirala, czterokrotny premier Nepalu (zm. 2010)
- 21 lutego:
  - Aleksiej Paramonow, rosyjski piłkarz, trener (zm. 2018)
  - Sam Peckinpah, amerykański reżyser filmowy (zm. 1984)
  - Jack Ramsay, amerykański trener koszykarski (zm. 2014)
- 22 lutego – Edward Gorey, amerykański pisarz i ilustrator (zm. 2000)
- 23 lutego:
  - Edward Dzięgiel, polski podporucznik, żołnierz Batalionów Chłopskich, polityk, poseł na Sejm PRL (zm. 2011)
  - Louis Nirenberg, amerykański matematyk (zm. 2020)
- 25 lutego:
  - Piotr Łossowski, polski historyk (zm. 2025)
  - Shehu Shagari, prezydent Nigerii (zm. 2018)
- 27 lutego:
  - Egidius Braun, niemiecki działacz sportowy (zm. 2022)
  - Rościsław Brochocki, polski malarz (zm. 2010)
  - Kenneth Koch, amerykański poeta i dramaturg (zm. 2002)
  - Boris Snietkow, radziecki dowódca wojskowy, generał armii (zm. 2006)
- 28 lutego:
  - Lorand Gaspar, francuski lekarz, poeta i tłumacz pochodzenia węgierskiego (zm. 2019)
  - Józef Kaleta, polski ekonomista, polityk, poseł na Sejm RP (zm. 2007)
  - Leszek Kasprzyk, polski ekonomista (zm. 2018)
  - Irena Stankiewicz, polska grafik
- 1 marca:
  - Henryk Marian, funkcjonariusz partyjny (zm. 2012)
  - Alexandre do Nascimento, angolski duchowny katolicki (zm. 2024)
- 3 marca:
  - Edward Krasiński, polski rzeźbiarz (zm. 2004)
  - Edmund Małachowicz, polski architekt, konserwator zabytków (zm. 2015)
  - Klemens Szaniawski, polski filozof, logik, przewodniczący Polskiego Towarzystwa Filozoficznego (zm. 1990)
  - Anna Zelenay, polska poetka (zm. 1970)
- 4 marca – Edmond Abelé, francuski biskup katolicki (zm. 2017)
- 5 marca:
  - Jacques Vergès, francuski adwokat (zm. 2013)
  - Paul Vergès, francuski i reunioński polityk, działacz komunistyczny, prezydent Rady Regionalnej Reunionu (zm. 2016)
- 6 marca – Juliusz Powałkiewicz, polski autor książek historycznych i żołnierz AK, działacz kombatancki
- 7 marca:
  - Josef Ertl, niemiecki polityk (zm. 2000)
  - Rene Gagnon, amerykański żołnierz (zm. 1979)
  - Guy Herbulot, francuski duchowny katolicki, biskup Évry-Corbeil-Essonnes (zm. 2021)
  - Willigis Jäger, niemiecki duchowny katolicki, benedyktyn, mistyk, mistrz zen (zm. 2020)
  - João Evangelista Martins Terra, brazylijski duchowny katolicki (zm. 2022)
- 10 marca – Aleksandra Błażejewska, polska entomolog, profesor
- 12 marca:
  - Leo Esaki (jap. 江崎玲於奈), japoński fizyk, laureat Nagrody Nobla
  - Harry Harrison, amerykański pisarz science fiction (zm. 2012)
- 13 marca – Roy Haynes, amerykański perkusista jazzowy (zm. 2024)
- 14 marca – John Wain, angielski poeta, powieściopisarz i krytyk (zm. 1994)
- 15 marca:
  - Eugeniusz Ankutowicz, polski dowódca wojskowy
  - Irena Laskowska, polska aktorka (zm. 2019)
- 16 marca:
  - Behije Çela, albańska aktorka i pieśniarka (zm. 1999)
  - Luis Miramontes, meksykański chemik (zm. 2004)
- 17 marca:
  - Julija Borisowa, rosyjska aktorka (zm. 2023)
  - Gabriele Ferzetti, włoski aktor (zm. 2015)
  - Herwig Karzel, austriacki duchowny i teolog luterański (zm. 2001)
- 19 marca:
  - Zoja Abramowa, rosyjska archeolog (zm. 2013)
  - Kjell Kristiansen, norweski piłkarz (zm. 1999)
  - Brent Scowcroft, amerykański generał porucznik lotnictwa, politolog, ekspert w dziedzinie stosunków międzynarodowych (zm. 2020)
  - Witold Seńczuk, polski farmaceuta (zm. 2023)
- 21 marca – Peter Brook, brytyjski reżyser i producent teatralny (zm. 2022)
- 22 marca:
  - Halina Mikołajska, polska aktorka i reżyserka członkini KOR (zm. 1989)
  - Marta Stebnicka, polska aktorka (zm. 2020)
- 23 marca – Július Andráši, słowacki taternik, alpinista (zm. 1995)
- 24 marca – Bill Nankeville, brytyjski lekkoatleta (zm. 2021)
- 25 marca – Mary Flannery O’Connor, amerykańska pisarka (zm. 1964)
- 26 marca – Pierre Boulez, kompozytor i dyrygent francuski (zm. 2016)
- 27 marca – Henry Plumb, brytyjski polityk, przewodniczący Parlamentu Europejskiego (zm. 2022)
- 29 marca – Henryk Tunia, polski energoelektronik (zm. 2023)
- 30 marca – Bernard Morel, francuski szermierz (zm. 2023)
- 1 kwietnia:
  - Wojciech Has, polski reżyser filmowy (zm. 2000)
  - Józefa Hennelowa, polska dziennikarka (zm. 2020)
- 3 kwietnia – Tony Benn, brytyjski polityk (zm. 2014)
- 6 kwietnia – Galina Kożakina, rosyjska aktorka (zm. 2020)
- 7 kwietnia:
  - Antoni Guzik, polski inżynier (zm. 2021)
  - Hans-Joachim Heusinger, niemiecki polityk (zm. 2019)
- 8 kwietnia – Józef Nowak, polski aktor (zm. 1984)
- 9 kwietnia – Frank Borghi, piłkarz amerykański (zm. 2015)
- 11 kwietnia
  - Zygmunt Komorowski, polski afrykanista, socjolog, antropolog (zm. 1992)
  - Roman Kroczak, polski stulatek, motorniczy tramwaju
- 13 kwietnia – Mieczysław Tyczka, polski profesor nauk prawnych, prezes Trybunału Konstytucyjnego (zm. 2010)
- 14 kwietnia:
  - Wojciech Narębski, polski geolog (zm. 2023)
  - Rod Steiger, amerykański aktor (zm. 2002)
- 15 kwietnia:
  - Zdeněk Růžička, czechosławacki gimnastyk (zm. 2021)
  - Sat-Okh, polski pisarz, żołnierz Armii Krajowej (zm. 2003)
- 16 kwietnia – Anthony Pevec, amerykański duchowny katolicki (zm. 2014)
- 18 kwietnia:
  - Bob Hastings, amerykański aktor (zm. 2014)
  - Bob Kaufman, amerykański poeta i surrealista (zm. 1986)
  - Łukasz Kuźmicz, polski wojskowy, żołnierz 2 Armii WP (zm. 2022)
  - Mieczysław Rolnicki, polsko-izraelski pisarz (zm. 2016)
- 19 kwietnia:
  - Hugh O’Brian, amerykański aktor (zm. 2016)
  - John Parlett, brytyjski lekkoatleta, średniodystansowiec (zm. 2022)
- 20 kwietnia:
  - Irena Rybczyńska-Holland, polska dziennikarka i publicystka
  - Elena Verdugo, amerykańska aktorka (zm. 2017)
- 21 kwietnia – Solomon Perel, niemiecki Żyd, który podczas II wojny światowej uniknął prześladowań nazistowskich udając Aryjczyka (zm. 2023)
- 22 kwietnia – Ja’akow Nechusztan, izraelski prawnik i polityk (zm. 2019)
- 23 kwietnia – Maria Sarnecka-Keller, polska biochemik, profesor (zm. 1984)
- 24 kwietnia:
  - Jerzy Chmura, polski prawnik, senator (zm. 2016)
  - Zygmunt Zieliński, polski dowódca wojskowy (zm. 2017)
- 25 kwietnia – Tadeusz Petelenz, polski lekarz (zm. 2021)
- 26 kwietnia:
  - Jørgen Ingmann, duński muzyk jazzowy, zwycięzca 8. Konkursu Piosenki Eurowizji (zm. 2015)
  - Alice Saunier-Seïté, francuska uczona, polityk, minister ds. uniwersytetów (zm. 2003)
- 27 kwietnia – Brigitte Auber, francuska aktorka
- 28 kwietnia:
  - Zygmunt Lichniak, polski eseista, poeta, krytyk literacki i filmowy (zm. 2015)
  - James Hector MacDonald, kanadyjski duchowny katolicki, arcybiskup Saint John’s (zm. 2025)
- 30 kwietnia – Maria Zbyszewska, polska aktorka (zm. 1985)
- 1 maja – Scott Carpenter, amerykański astronauta (zm. 2013)
- 2 maja – Antoni Słociński, polski aktor (zm. 2018)
- 3 maja - Alicja Ursyn-Szantyrówna, polska aktorka (zm. 2008)
- 4 maja – Jenő Buzánszky, węgierski piłkarz (zm. 2015)
- 5 maja:
  - Aleksander Klugman, polski pisarz i publicysta
  - Otto Schimek, austriacki żołnierz, rozstrzelany za dezercję (zm. 1944)
- 6 maja – Stanisław Aronson, polski Żyd, oficer Armii Krajowej
- 8 maja:
  - André-Paul Duchâteau, belgijski scenarzysta (zm. 2020)
  - Ali Hassan Mwinyi, prezydent Tanzanii (zm. 2024)
- 9 maja – Georges Meunier, francuski kolarz (zm. 2015)
- 10 maja – Jadwiga Dzikówna, polska śpiewaczka operowa (sopran) (zm. 2017)
- 11 maja:
  - Jerzy Bogdan Cynk, polski historyk (zm. 2016)
  - Rubem Fonseca, brazylijski pisarz i scenarzysta filmowy (zm. 2020)
- 12 maja:
  - Yogi Berra, amerykański bejsbolista (zm. 2015)
  - Andrzej Hamada, polski architekt
  - Ricardo Primitivo González, argentyński koszykarz
- 16 maja:
  - Pierre Barbet, francuski pisarz fantastyki (zm. 1995)
  - Hannes Hegen, niemiecki ilustrator i karykaturzysta (zm. 2014)
  - Nílton Santos, brazylijski piłkarz (zm. 2013)
- 18 maja:
  - Justus Dahinden, szwajcarski architekt (zm. 2020)
  - Ignatius Paul Pinto, indyjski duchowny katolicki (zm. 2023)
- 19 maja:
  - Dominik Kalata, słowacki duchowny katolicki, jezuita, biskup Semty (zm. 2018)
  - Malcolm X, amerykański działacz społeczny, przywódca ruchu murzyńskiego w USA (zm. 1965)
  - Pol Pot, kambodżański polityk, premier Kambodży, przywódca Czerwonych Khmerów (zm. 1998)
- 21 maja – Stefan Gierowski, malarz, wybitny przedstawiciel abstrakcjonizmu w malarstwie polskim (zm. 2022)
- 22 maja – Mirosław Podsiadło, polski polityk, poseł na Sejm RP (zm. 2004)
- 23 maja – Joshua Lederberg, amerykański genetyk i mikrobiolog, laureat Nagrody Nobla (zm. 2008)
- 25 maja:
  - Marcel Bluwal, francuski scenarzysta i reżyser filmowy (zm. 2021)
  - Rosario Castellanos, meksykańska poetka (zm. 1974)
  - Jeanne Crain, amerykańska aktorka (zm. 2003)
- 26 maja:
  - Zdzisław Hellwig, polski ekonomista, wykładowca akademicki (zm. 2013)
  - Henryk Majewicz, polski zegarmistrz, żołnierz AK, uczestnik powstania warszawskiego (zm. 2013)
  - Alec McCowen, brytyjski aktor (zm. 2017)
  - Stefan Sękowski, polski chemik, żołnierz AK, uczestnik powstania warszawskiego, działacz opozycji antykomunistycznej (zm. 2014)
- 27 maja:
  - René Dérency, francuski koszykarz (zm. 1954)
  - Walter Eich, piłkarz szwajcarski (zm. 2018)
- 28 maja – Dietrich Fischer-Dieskau, niemiecki śpiewak operowy (zm. 2012)
- 29 maja – Andrzej Hrynkiewicz, polski fizyk (zm. 2016)
- 30 maja – Nenad Petrović, serbski pisarz (zm. 2014)
- 31 maja – Frei Otto, niemiecki architekt (zm. 2015)
- 3 czerwca:
  - Bronisław Chromy, polski rzeźbiarz (zm. 2017)
  - Tony Curtis, amerykański aktor filmowy (zm. 2010)
  - Thomas Winning, szkocki duchowny katolicki, arcybiskup Glasgow, kardynał (zm. 2001)
- 4 czerwca:
  - Henryk Kalinowski, oficer ludowego Wojska Polskiego i komandor Marynarki Wojennej (zm. 2020)
  - Antonio Puchades, hiszpański piłkarz (zm. 2013)
- 7 czerwca – Danuta Szyksznian-Ossowska, polska żołnierz (zm. 2022)
- 8 czerwca:
  - Barbara Bush, żona 41, prezydenta USA G. Busha, „First Lady” (zm. 2018)
  - Kate Delbarre, francuska florecistka (zm. 2025)
  - Zbigniew Józefowicz, polski aktor (zm. 2016)
- 11 czerwca
  - Günther Haase, niemiecki skoczek do wody
  - William Styron, amerykański pisarz, laureat Nagrody Pulitzera (zm. 2006)
- 13 czerwca – Tadeusz Jodłowski, polski grafik, plakacista i scenograf (zm. 2015)
- 14 czerwca – Pierre Salinger, amerykański dziennikarz, sekretarz prasowy prezydentów USA, senator ze stanu Kalifornia (zm. 2004)
- 15 czerwca - Anna Proszkowska, polska aktorka i reżyserka lalkowa (zm. 2019)
- 16 czerwca – Jean d’Ormesson, francuski pisarz i dziennikarz (zm. 2017)
- 17 czerwca – Henryk Bartyla, polski piłkarz (zm. 2001)
- 18 czerwca - Anna Krzysztofowicz, polska zoolog, profesor nauk biologicznych (zm. 2006)
- 19 czerwca – Stanisław Długosz, polski polityk (zm. 2019)
- 20 czerwca:
  - Irena Dziedzic, polska dziennikarka i prezenterka telewizyjna (zm. 2018)
  - Doris Hart, tenisistka amerykańska (zm. 2015)
  - Władysław Śleboda, polski działacz polityczny, prezydent Poznania (zm. 2009)
- 21 czerwca:
  - Stanley Moss, amerykański poeta, wydawca i marszand (zm. 2024)
  - Maureen Stapleton, amerykańska aktorka, laureatka Oscara (zm. 2006)
- 23 czerwca:
  - Ryszard Pospieszyński, polski inżynier (zm. 2019)
  - Oliver Smithies, amerykański genetyk brytyjskiego pochodzenia, laureat Nagrody Nobla (zm. 2017)
  - Eugeniusz Skrzymowski, polski inżynier i pracownik naukowy (zm. 2019)
- 24 czerwca - Anna Sosnowska, żołnierz Armii Krajowej (zm. 1997)
- 25 czerwca:
  - June Lockhart, amerykańska aktorka
  - Al Mulock, kanadyjski aktor (zm. 1968)
  - Helena Oberman, polska biolog, profesor (zm. 2017)
  - Mieczysław Stachura, polski polityk (zm. 2008)
  - Robert Venturi, amerykański architekt (zm. 2018)
- 26 czerwca – Paweł Bielajew (ros. Павел Иванович Беляев), radziecki kosmonauta (zm. 1970)
- 29 czerwca:
  - Robert Hébras, jedna z osób, które przeżyły mord w Oradourze 10 czerwca 1944 roku (zm. 2023)
  - Giorgio Napolitano, włoski polityk (zm. 2023)
  - Cara Williams, amerykańska aktorka (zm. 2021)
- 30 czerwca:
  - Kazimierz Gregorkiewicz, polski architekt, urbanista, działacz społeczny (zm. 1988)
  - Philippe Jaccottet, szwajcarski pisarz (zm. 2021)
  - Przemysław Smolarek, polski muzealnik i historyk (zm. 1991)
- 2 lipca:
  - Jan Lohmann, polski pisarz, poeta
  - Patrice Lumumba, pierwszy premier Demokratycznej Republiki Konga (zm. 1961)
  - Mariusz M. Żydowo, polski lekarz i biochemik (zm. 2017)
- 4 lipca – Alojzy Szablewski, polski inżynier (zm. 2017)
- 5 lipca:
  - Przemysław Burchard, polski prozaik, reportażysta, podróżnik i wydawca (zm. 2008)
  - Jean Raspail, francuski pisarz i podróżnik (zm. 2020)
- 6 lipca:
  - Joanna Domaszewska, polska artystka rzeźbiarka (zm. 2020)
  - Merv Griffin, amerykański aktor, piosenkarz, pianista (zm. 2007)
  - Bill Haley, amerykański muzyk i wokalista (zm. 1981)
- 8 lipca:
  - Marco Cé, włoski duchowny katolicki, kardynał (zm. 2014)
  - Fernand Decanali, francuski kolarz (zm. 2017)
  - Alina Surmacka-Szcześniak, amerykańska chemik (zm. 2016)
- 9 lipca – Ewa Krasnodębska, polska aktorka
- 10 lipca:
  - Ernest Bertrand Boland, amerykański duchowny katolicki (zm. 2023)
  - Mahathir bin Mohamad, premier Malezji
  - Edmund Niziurski, polski pisarz, twórca literatury dla młodzieży (zm. 2013)
- 11 lipca:
  - Paul Bertrand, francuski duchowny katolicki, biskup diecezjalny Mende (zm. 2022)
  - Nicolai Gedda, szwedzki śpiewak tenor (zm. 2017)
  - Fernando Matthei, chilijski generał (zm. 2017)
- 12 lipca – Roger Smith, amerykański biznesmen, były prezes General Motors (zm. 2007)
- 13 lipca – Gustavo Torner, hiszpański malarz, rzeźbiarz
- 14 lipca – Francisco Alvarez Martinez, hiszpański duchowny katolicki (zm. 2022)
- 15 lipca:
  - D.A. Pennebaker, amerykański reżyser (zm. 2019)
  - Anna Włodarczyk, polska florecistka (zm. 2003)
- 16 lipca – Szymon Pilecki, polski inżynier (zm. 2023)
- 17 lipca:
  - Anita Lasker-Wallfisch, niemiecka wiolonczelistka pochodzenia żydowskiego, członkini orkiestry KL Auschwitz, ocalała z Holocaustu
  - Theodore Vogel, amerykański lekkoatleta (zm. 2019)
- 20 lipca – Jacques Delors, francuski ekonomista i polityk (zm. 2023)
- 21 lipca:
  - Janina Jasińska, polska malarka (zm. 2018)
  - Wiesław Olszak, polski inżynier (zm. 2018)
- 23 lipca:
  - Gloria DeHaven, amerykańska aktorka (zm. 2016)
  - Quett Masire, botswański polityk (zm. 2017)
- 24 lipca – Miiko Taka, amerykańska aktorka (zm. 2023)
- 25 lipca – Romuald Lipiński, polski inżynier, naukowiec i wojskowy, pułkownik Wojska Polskiego, weteran bitwy o Monte Cassino
- 26 lipca:
  - Gene Gutowski, polski producent filmowy (zm. 2016)
  - Zbigniew Kosycarz, polski fotoreporter (zm. 1995)
  - Ana María Matute, hiszpańska pisarka (zm. 2014)
  - Zdeněk Smetana, czeski reżyser (zm. 2016)
- 28 lipca:
  - Ali Bozer, turecki polityk (zm. 2020)
  - Baruch Samuel Blumberg, lekarz amerykański, laureat Nagrody Nobla (zm. 2011)
  - Jens Rosing, duński pisarz i projektant znaczków (zm. 2008)
  - Juan Schiaffino, piłkarz urugwajski, mistrz świata z Brazylii 1950 (zm. 2002)
- 29 lipca:
  - Arnie Ferrin, amerykański koszykarz (zm. 2022)
  - Wacław Kapusto, polski fotografik i fotoreporter (zm. 2018)
  - Zbigniew Pawelski, polski architekt (zm. 2024)
  - Aniela Świderska, polska aktorka (zm. 2021)
  - Mikis Theodorakis, kompozytor grecki (zm. 2021)
  - Ted Lindsay, kanadyjski hokeista (zm. 2019)
- 1 sierpnia:
  - Helena Grabowska, polska nauczycielka, działaczka partyjna w PRL (zm. 2008)
  - Ernst Jandl, austriacki poeta i pisarz (zm. 2000)
  - Bolesław Suszka, polski dendrolog (zm. 2020)
- 2 sierpnia – Jorge Rafael Videla, prezydent Argentyny (zm. 2013)
- 3 sierpnia:
  - Alain Touraine, francuski socjolog (zm. 2023)
  - Karel Fiala, czeski śpiewak operowy (tenor) i aktor (zm. 2020)
- 5 sierpnia – Franciszek Szydełko, pułkownik Milicji Obywatelskiej, treser zwierząt i konsultant filmowy (zm. 2020)
- 7 sierpnia:
  - Armand Gaétan Razafindratandra, madagaskarski duchowny katolicki, arcybiskup Antananarywy, kardynał (zm. 2010)
  - Art Laboe, amerykański didżej i osobowość telewizyjna (zm. 2022)
- 8 sierpnia – Alija Izetbegović, polityk bośniacki, prawnik i publicysta, prezydent Bośni i Hercegowiny (zm. 2003)
- 9 sierpnia – David Huffman, informatyk amerykański (zm. 1999)
- 11 sierpnia – Arlene Dahl, brytyjska aktorka (zm. 2021)
- 12 sierpnia:
  - Dale Bumpers, amerykański prawnik, polityk, senator ze stanu Arkansas (zm. 2016)
  - Norris McWhirter, brytyjski sportowiec, dziennikarz telewizyjny, współtwórca i wieloletni autor Księgi rekordów Guinnessa (zm. 2004)
  - Ross McWhirter, brytyjski sportowiec, dziennikarz, współtwórca Księgi Rekordów Guinnessa, polityk (zm. 1975)
  - – Thor Vilhjálmsson, pisarz islandzki (zm. 2011)
- 15 sierpnia:
  - Mike Connors, amerykański aktor (zm. 2017)
  - Leonie Ossowski, niemiecka pisarka (zm. 2019)
  - Oscar Emmanuel Peterson, kanadyjski pianista jazzowy i kompozytor (zm. 2007)
- 17 sierpnia:
  - Tadeusz Dąbkowski, polski generał (zm. 2016)
  - John Hawkes, amerykański pisarz (zm. 1998)
  - Tadeusz Makarewicz, polski pułkownik (zm. 2025)
- 18 sierpnia:
  - Brian Aldiss, brytyjski pisarz science fiction (zm. 2017)
  - Eugeniusz Kubicki, polski piłkarz
- 19 sierpnia:
  - Ryszard Brzozowski, polski lekarz (zm. 2019)
  - Piotr Pawłowski, polski aktor (zm. 2012)
- 22 sierpnia:
  - Honor Blackman, brytyjska aktorka (zm. 2020)
  - Donata Godlewska, polska historyk (zm. 2017)
  - Florian Śmieja, polski poeta (zm. 2019)
- 23 sierpnia:
  - Andrzej Balcerzak, polski aktor (zm. 2017)
  - Włodzimierz Kotoński, polski kompozytor (zm. 2014)
  - Jerzy Otello, polski duchowny luterański, mazurski regionalista (zm. 1996)
- 24 sierpnia – Mieczysław Saar, polski malarz (zm. 2015)
- 25 sierpnia – Thea Astley, pisarka australijska (zm. 2004)
- 26 sierpnia:
  - Sangharakshita, Anglik, który spędził szesnaście lat w Indiach jako mnich buddyjski (zm. 2018)
  - Piotr Todorowski (ros. Пётр Ефимович Тодоровский), rosyjski reżyser i scenarzysta filmowy (zm. 2013)
- 27 sierpnia – Andrea Cordero Lanza di Montezemolo, włoski duchowny katolicki, kardynał (zm. 2017)
- 28 sierpnia – José Parra Martínez, piłkarz hiszpański (zm. 2016)
- 31 sierpnia:
  - Mieczysław Chorąży, polski lekarz (zm. 2021)
  - Alicja Łodzińska, polska chemik, profesor nauk chemicznych (zm. 2016)
  - Katyna Ranieri, włoska piosenkarka (zm. 2018)
- 1 września:
  - Michael Cleary, irlandzki duchowny katolicki (zm. 2020)
  - Roy Glauber, amerykański fizyk, laureat Nagrody Nobla (zm. 2018)
- 5 września – Patrick Leo McCartie, brytyjski duchowny katolicki, biskup diecezjalny Northampton (zm. 2020)
- 6 września – Andrea Camilleri, włoski reżyser i pisarz (zm. 2019)
- 8 września:
  - Batszewa Dagan, izraelska poetka (zm. 2024)
  - Peter Sellers, komik brytyjski (zm. 1980)
- 10 września:
  - Madame Max Adolphe, haitańska polityczka (zaginęła 1986)
  - Roy Brown, amerykański wokalista, pianista i kompozytor bluesowy i rhythmandbluesowy (zm. 1981)
  - Dimitrios Ewrijenis, grecki prawnik, wykładowca akademicki, polityk, eurodeputowany, sędzia Europejskiego Trybunału Praw Człowieka (zm. 1986)
  - Hieronim Rybicki, polski historyk (zm. 2021)
- 11 września:
  - Danuta Mniewska-Dejmek, polska aktorka pochodzenia żydowskiego (zm. 2022)
  - Wiesław Nadowski, polski polityk, poseł na Sejm PRL (zm. 2020)
- 13 września – Mel Tormé, amerykański wokalista jazzowy, kompozytor, aranżer (zm. 1999)
- 14 września:
  - Jadwiga Bałtakis, polska psycholog (zm. 2018)
  - Wiktor Zin, polski architekt, profesor Politechniki Krakowskiej (zm. 2007)
- 16 września:
  - Joseph Gabriel Fernandez, indyjski duchowny katolicki (zm. 2023)
  - Charles Haughey, polityk irlandzki (zm. 2006)
  - B.B. King, amerykański wokalista jazzowy (zm. 2015)
  - Franciszek Socha, polski polityk, poseł na Sejm PRL (zm. 2010)
  - Morgan Woodward, amerykański aktor (zm. 2019)
- 17 września – Francesco Merloni, włoski przedsiębiorca, polityk (zm. 2024)
- 19 września:
  - Jerzy Ozdowski, polski polityk, członek Rady Państwa, wicepremier, wicemarszałek Sejmu PRL (zm. 1994)
  - Ryszard Semka, polski architekt (zm. 2016)
- 22 września:
  - Edmund Baranowski, polski podpułkownik, uczestnik Powstania warszawskiego (zm. 2020)
  - Virginia Capers, amerykańska aktorka (zm. 2004)
- 23 września
  - Angelo Acerbi, włoski duchowny katolicki, dyplomata watykański
  - Hartmut von Hentig, niemiecki pedagog
- 25 września:
  - Jerzy Bomba, polski piłkarz
  - Silvana Pampanini, włoska aktorka (zm. 2016)
  - Wacław Szklarski, polski generał (zm. 2021)
- 26 września – Bobby Shantz, amerykański bejsbolista
- 27 września – Robert Edwards, brytyjski fizjolog (zm. 2013)
- 28 września – Theodore Jaracz, amerykański działacz religijny, członek Ciała Kierowniczego Świadków Jehowy (zm. 2010)
- 29 września:
  - Oskar Anweiler, niemiecki pedagog i historyk oświaty (zm. 2020)
  - John Tower, amerykański polityk, senator ze stanu Teksas (zm. 1991)
- 30 września:
  - Wanda Gizicka, polska poetka (zm. 2023)
  - Joseph Habib Hitti, libański duchowny maronicki, ordynariusz eparchii św. Marona w Sydney (zm. 2022)
- 1 października:
  - Eugeniusz Molczyk, generał broni WP, późniejszy wiceminister Obrony Narodowej (zm. 2007)
  - Adolfo Kaminsky, francuski fotograf i fałszerz (zm. 2023)
  - Yang Hyŏng Sŏp (kor. hangul 양형섭), północnokoreański polityk (zm. 2022)
- 2 października – Paul Goldsmith, amerykański kierowca wyścigowy (zm. 2024)
- 3 października:
  - Simone Segouin, bojowniczka francuskiego ruchu oporu (zm. 2023)
  - Gore Vidal, amerykański pisarz, dramaturg, scenarzysta i polityk (zm. 2012)
- 4 października:
  - Foto Çami, albański polityk komunistyczny
  - Marlen Chucyjew, rosyjski aktor, reżyser i scenarzysta filmowy pochodzenia gruzińskiego (zm. 2019)
- 5 października:
  - Antoine Gizenga, kongijski polityk (zm. 2019)
  - Paul Wild, szwajcarski astronom (zm. 2014)
- 6 października - Alicja Solska-Jaroszewicz, polska dziennikarka (zm. 1992)
- 8 października – Andriej Siniawski, rosyjski pisarz, eseista i historyk literatury (zm. 1997)
- 10 października - Adela Zarzycka, polska rolniczka, posłanka na Sejm PRL (zm. 2015)
- 11 października – Elmore Leonard, amerykański pisarz i scenarzysta filmowy (zm. 2013)
- 13 października:
  - Lenny Bruce, amerykański komik estradowy (zm. 1966)
  - Carlos Robles Piquer, hiszpański polityk i dyplomata (zm. 2018)
  - Margaret Thatcher, brytyjska polityk, premier Wielkiej Brytanii w latach 1979–1990 (zm. 2013)
- 14 października – André-Jacques Marie, francuski lekkoatleta
- 15 października – Evan Hunter, amerykański pisarz i scenarzysta (zm. 2005)
- 16 października:
  - Daniel J. Evans, amerykański polityk, senator ze stanu Waszyngton (zm. 2024)
  - Angela Lansbury, amerykańska aktorka (zm. 2022)
  - Egon Schöpf, austriacki narciarz alpejski
- 17 października – Waldemar Kotowicz, polski pisarz (zm. 1997)
- 18 października:
  - Ramiz Alia, albański polityk, prezydent Albanii (zm. 2011)
  - Zdeněk Salzmann, czeski językoznawca, antropolog kulturowy, folklorysta, literaturoznawca (zm. 2021)
- 19 października – Czesław Kiszczak, generał, minister spraw wewnętrznych PRL w latach 80. (zm. 2015)
- 20 października:
  - Art Buchwald, amerykański satyryk, publicysta (zm. 2007)
  - Tom Dowd, amerykański inżynier, członek Projektu Manhattan, wynalazca ośmiościeżkowego systemu nagrywającego w muzyce (zm. 2002)
- 22 października
  - Alina Doroszewska, polska botanik, nauczyciel akademicki (zm. 1989)
  - Robert Rauschenberg, amerykański artysta (zm. 2008)
- 23 października:
  - Johnny Carson, amerykański aktor komediowy, prezenter telewizyjny (zm. 2005)
  - José Freire Falcão, brazylijski duchowny katolicki (zm. 2021)
- 24 października – Luciano Berio, włoski kompozytor (zm. 2003)
- 25 października – John Snyder, amerykański duchowny katolicki (zm. 2019)
- 26 października
  - Jan Wolkers, holenderski pisarz (zm. 2007)
  - Władimir Żeleznikow, rosyjski pisarz (zm. 2015)
- 27 października
  - Warren Christopher, amerykański polityk (zm. 2011)
  - Jiro Ono, japoński szef kuchni
- 28 października – Janina Baranowska, polska malarka (zm. 2022)
- 29 października:
  - Robert Hardy, brytyjski aktor (zm. 2017)
  - Klaus Roth, brytyjski matematyk (zm. 2015)
- 31 października – John A. Pople, brytyjski matematyk i fizyk, laureat Nagrody Nobla (zm. 2004)
- 1 listopada:
  - Didier-Léon Marchand, francuski duchowny katolicki, biskup Valence (zm. 2022)
  - Arturo Lona Reyes, meksykański duchowny katolicki (zm. 2020)
- 3 listopada – Stanisław Gawlik, polski aktor (zm. 1990)
- 4 listopada:
  - Doris Roberts, amerykańska aktorka (zm. 2016)
  - Aleksandra Śląska, polska aktorka (zm. 1989)
- 6 listopada – Michel Bouquet, francuski aktor (zm. 2022)
- 7 listopada – William Wharton, amerykański psycholog, pisarz (zm. 2008)
- 9 listopada – Giovanni Coppa, włoski duchowny katolicki (zm. 2016)
- 10 listopada – Richard Burton, walijski aktor (zm. 1984)
- 11 listopada:
  - John Guillermin, brytyjski reżyser (zm. 2015)
  - Maria Krzyszkowska, polska tancerka (zm. 2014)
  - Tadeusz Śliwa, polski ksiądz i historyk (zm. 2024)
  - Jonathan Winters, brytyjski aktor i komik (zm. 2013)
- 12 listopada:
  - Jaime Mota de Farias, brazylijski biskup katolicki (zm. 2021)
  - Edward Kącki, polski informatyk (zm. 2022)
  - Hans von Keler, niemiecki duchowny luterański (zm. 2016)
- 13 listopada – Zbigniew Bolt, polski lekarz, Sprawiedliwy wśród Narodów Świata (zm. 2017)
- 14 listopada:
  - Henryk Czarnecki, polski pisarz (zm. 1997)
  - Roj Miedwiediew (ros. Рой Алекса́ндрович Медве́дев), rosyjski publicysta i historyk gruzińskiego pochodzenia
- 15 listopada:
  - Howard Baker, amerykański polityk, dyplomata, senator ze stanu Tennessee (zm. 2014)
  - Julij Daniel, radziecki pisarz dysydent (zm. 1988)
  - Heinz Piontek, niemiecki pisarz (zm. 2003)
- 17 listopada – Rock Hudson, amerykański aktor (zm. 1985)
- 18 listopada – Tadeusz Wyrzykowski, polski rzeźbiarz, malarz (zm. 2017)
- 19 listopada:
  - Zygmunt Bauman, polski socjolog, filozof i eseista (zm. 2017)
  - Juliusz Joniak, polski malarz (zm. 2021)
- 20 listopada:
  - Robert F. Kennedy, amerykański polityk, prokurator generalny Stanów Zjednoczonych, senator (zm. 1968)
  - Maja Plisiecka (ros. Майя Михайловна Плисецкая), rosyjska tancerka (zm. 2015)
- 21 listopada:
  - Adam Pawlikowski, polski aktor (zm. 1976)
  - Jacques de Saint-Blanquat, francuski duchowny katolicki
  - Marian Wojtas, żołnierz Batalionów Chłopskich, działacz społeczny (zm. 2023)
- 22 listopada:
  - Gunther Schuller, amerykański kompozytor (zm. 2015)
  - Kazimierz Śliwa, polski żołnierz Armii Krajowej, najmłodszy cichociemny (zm. 2015)
- 23 listopada – Shah Azizur Rahman, pakistański i bangladeski polityk, premier Bangladeszu w latach 1979–1982 (zm. 1989)
- 24 listopada – William F. Buckley Jr., amerykański dziennikarz i komentator konserwatywny, pisarz (zm. 2008)
- 25 listopada – Jadwiga Zajiček, polska montażystka filmowa (zm. 2023)
- 26 listopada:
  - Gregorio Álvarez, urugwajski prezydent, generał i dyktator (zm. 2016)
  - Eugene Istomin, amerykański pianista pochodzenia rosyjskiego (zm. 2003)
  - Edward Kajdański, polski pisarz, dziennikarz i dyplomata (zm. 2020)
- 27 listopada – Claude Lanzmann, francuski reżyser filmowy (zm. 2018)
- 28 listopada:
  - Daniela Makulska, polska aktorka (zm. 1996)
  - Kazimierz Michalski, polski pułkownik, agent wywiadu wojskowego, dyplomata (zm. 2006)
- 29 listopada – Umberto Veronesi, włoski lekarz (zm. 2016)
- 30 listopada:
  - Maryon Pittman Allen, amerykańska dziennikarka, polityk, senator ze stanu Alabama (zm. 2018)
  - Vojtěch Jasný, czeski reżyser i scenarzysta filmowy (zm. 2019)
- 1 grudnia – Martin Rodbell, amerykański biochemik, laureat Nagrody Nobla (zm. 1998)
- 2 grudnia:
  - Leon Dąbrowski, polski funkcjonariusz SB
  - Julie Harris, amerykańska aktorka (zm. 2013)
- 3 grudnia – Kimishige Ishizaka (jap. 石坂公成), japoński immunolog (zm. 2018)
- 4 grudnia – Albert Bandura, psycholog kanadyjski (zm. 2021)
- 5 grudnia:
  - Anastasio Somoza Debayle, nikaraguański polityk, prezydent Nikaragui (zm. 1980)
  - Anna Świderkówna, polska historyk literatury, filolog klasyczny, papirolog, biblistka (zm. 2008)
- 7 grudnia:
  - Hernando da Silva Ramos, brazylijski kierowca wyścigowy
  - Max Zaslofsky, amerykański koszykarz (zm. 1985)
- 8 grudnia:
  - Anne-Marie Colchen, francuska lekkoatletka, skoczkini wzwyż, koszykarka (zm. 2017)
  - Sammy Davis Jr., amerykański muzyk i aktor (zm. 1990)
  - Arnaldo Forlani, włoski polityk (zm. 2023)
- 9 grudnia:
  - Gerardo Humberto Flores Reyes, gwatemalski duchowny katolicki, biskup Vera Paz (zm. 2022)
  - Frank McCourt, północnoirlandzki piłkarz (zm. 2006)
  - Leon Piesowocki, polski malarz (zm. 2024)
  - Maria Joanna Radomska, polska zootechnik (zm. 2012)
- 11 grudnia:
  - John Robert Gorman, amerykański duchowny katolicki (zm. 2025)
  - Paul Greengard, neurobiolog amerykański, laureat Nagrody Nobla (zm. 2019)
- 12 grudnia:
  - Anne V. Coates, brytyjska montażystka filmowa (zm. 2018)
  - Ge’ula Kohen, izraelska polityk (zm. 2019)
  - Władimir Szainski, rosyjski kompozytor (zm. 2017)
- 13 grudnia:
  - Icchak Holtz, amerykańsko-izraelski malarz, grafik i litograf (zm. 2018)
  - Dick Van Dyke, amerykański aktor
- 15 grudnia – Alki Zei, grecka pisarka (zm. 2020)
- 16 grudnia – Bert Hellinger, niemiecki psychoterapeuta (zm. 2019)
- 17 grudnia – Zbigniew Dutkowski, polski dziennikarz sportowy (zm. 2013)
- 18 grudnia:
  - Peggy Cummins, brytyjska aktorka filmowa pochodzenia irlandzkiego (zm. 2017)
  - Jerzy Majewski, polski polityk (zm. 2019)
  - Zdzisław Tranda, polski duchowny ewangelicko-reformowany (zm. 2025)
- 19 grudnia:
  - Tankred Dorst, niemiecki dramaturg i poeta (zm. 2017)
  - Sylwester Kaliski, polski wojskowy i naukowiec (zm. 1978)
- 22 grudnia:
  - Jekatierina Diomina, rosyjska żołnierka (zm. 2019)
  - Károly Makk, węgierski reżyser filmowy i scenarzysta (zm. 2017)
- 24 grudnia
  - Prosper Grech, maltański duchowny katolicki (zm. 2019)
  - Anna Zakrzewska, polska łączniczka, sanitariuszka, uczestniczka powstania warszawskiego (zm. 1944)
- 27 grudnia:
  - Mosze Arens (hebr. משה ארנס), izraelski naukowiec, polityk, dyplomata (zm. 2019)
  - Václav Machek, czechosłowacki kolarz (zm. 2017)
  - Michel Piccoli, francuski aktor (zm. 2020)
  - Heinz Ulzheimer, niemiecki lekkoatleta (zm. 2016)
  - Martha Boto, argentyńska rzeźbiarka (zm. 2004)
- 29 grudnia:
  - Luis Alberto Monge, polityk Kostaryki (zm. 2016)
  - Zbigniew Pełczyński, polski filozof (zm. 2021)
- 30 grudnia – Cees Koch, holenderski kajakarz (zm. 2024)
- data dzienna nieznana: 
  - Philip Bialowitz, amerykańsko-polski weteran II wojny światowej pochodzenia żydowskiego (zm. 2016)
  - Janusz Piekałkiewicz, żołnierz, pisarz, historyk, reżyser, reporter radiowy, twórca filmowy (zm. 1988)
  - Anna Wołowska, polska Sprawiedliwa wśród Narodów Świata (zm. 2023)

## Zmarli
- 6 stycznia:
  - Ferdinand Löwe, austriacki dyrygent, pedagog i pianista (ur. 1865)
  - Rafaela Porras y Ayllón, hiszpańska zakonnica, święta katolicka (ur. 1850)
- 16 stycznia – Arnošt Procházka, czeski pisarz, krytyk literacki, tłumacz (ur. 1869)
- 28 stycznia – Zygmunt Seyda, polski prawnik i polityk wicemarszałek Sejmu (ur. 1876)
- 31 stycznia – George Washington Cable, amerykański pisarz (ur. 1844)
- 3 lutego – Oliver Heaviside, angielski matematyk, fizyk i elektrotechnik (ur. 1850)
- 4 lutego – Robert Koldewey, niemiecki architekt i archeolog (ur. 1855)
- 13 lutego – Floyd Collins, amerykański grotołaz (ur. 1887)
- 24 lutego – Hjalmar Branting, szwedzki polityk, laureat Pokojowej Nagrody Nobla (ur. 1860)
- 28 lutego – Friedrich Ebert, niemiecki polityk, kanclerz i prezydent (ur. 1871)
- 4 marca – Maurycy Moszkowski, niemiecki pianista i kompozytor (ur. 1854)
- 5 marca – Clément Ader, francuski inżynier, pionier awiacji (ur. 1841)
- 7 marca – Gieorgij Lwow (ros. Георгий Евгеньевич Львов), rosyjski polityk, pierwszy premier postcarskiej Rosji (ur. 1861)
- 8 marca – Faustyn Míguez, hiszpański pijar, błogosławiony katolicki (ur. 1831)
- 12 marca – Sun Jat-sen (chin. upr. 孙中山), chiński polityk, twórca Kuomintangu (ur. 1866)
- 14 marca – Walter Camp, trener drużyn uczelnianych futbolu amerykańskiego (ur. 1859)
- 18 marca – Celestyna od Matki Bożej, włoska zakonnica, błogosławiona katolicka (ur. 1848)
- 20 marca – George Nathaniel Curzon, brytyjski minister spraw zagranicznych (ur. 1859)
- 22 marca – Julian Marchlewski, ekonomista i działacz komunistyczny (ur. 1866)
- 26 marca – Hugo Bettauer, austriacki dziennikarz i pisarz (ur. 1872)
- 30 marca – Rudolf Steiner, austriacki filozof, mistyk (ur. 1861)
- 3 kwietnia – Jan Reszke, polski śpiewak (ur. 1850)
- 7 kwietnia – Wasilij Iwanowicz Bieławin (ros. Василий Беллавин), patriarcha Moskwy, święty prawosławny (ur. 1865)
- 13 kwietnia – Elwood Haynes, amerykański pionier motoryzacji, budowniczy jednego z pierwszych samochodów (ur. 1857)
- 14 kwietnia – John Singer Sargent, amerykański malarz (ur. 1856)
- 15 kwietnia – August Endell, niemiecki architekt i projektant secesyjny (ur. 1871)
- 16 kwietnia – David Powell, szkocki aktor filmowy i teatralny (ur. 1883)
- 19 kwietnia – John Walter Smith, amerykański przedsiębiorca i polityk (ur. 1845)
- 28 kwietnia – Jan Styka, polski malarz, ilustrator książkowy (ur. 1858)
- 2 maja:
  - Johann Palisa, austriacki astronom (ur. 1848)
  - Antun Branko Šimić, chorwacki poeta i krytyk literacki (ur. 1898)
- 12 maja:
  - Wilhelm Kloske, biskup pomocniczy archidiecezji gnieźnieńsko-poznańskiej (ur. 1852)
  - Amy Lowell, amerykańska poetka (ur. 1874)
  - Charles Mangin, generał francuski (ur. 1866)
- 14 maja – Henry Rider Haggard, brytyjski pisarz, autor powieści przygodowych (ur. 1856)
- 22 maja – John Denton Pinkstone French, brytyjski marszałek polny (ur. 1852)
- 1 czerwca – Thomas Marshall, polityk amerykański (ur. 1854)
- 4 czerwca – Pierre Louÿs, francuski pisarz i poeta (ur. 1870)
- 22 czerwca – Felix Klein, niemiecki matematyk (ur. 1849)
- 25 czerwca – Josef Breuer, austriacki lekarz, fizjolog i filozof (ur. 1842)
- 29 czerwca – Christian Michelsen, norweski potentat handlowy i polityk (ur. 1857)
- 30 czerwca – Feliks Markiewicz, kapitan Korpusu Sądowego Wojska Polskiego (ur. 1890)
- 1 lipca – Erik Satie, kompozytor francuski (ur. 1866)
- 4 lipca – Piotr Jerzy Frassati, włoski tercjarz dominikański, błogosławiony katolicki (ur. 1901)
- 17 lipca – Lovis Corinth, malarz i grafik niemiecki (ur. 1858)
- 26 lipca – Gottlob Frege, niemiecki matematyk, logik i filozof (ur. 1848)
- 4 sierpnia – Roman Cieszyński, rotmistrz Wojska Polskiego (ur. 1891)
- 10 sierpnia – Piotr Bieńkowski, polski archeolog (ur. 1865)
- 16 sierpnia – Karol Skarbek-Kiełłczewski, kapitan artylerii Wojska Polskiego, kawaler Virtuti Militari (ur. 1891)
- 17 sierpnia – Ioan Slavici, rumuński pisarz (ur. 1848)
- 25 sierpnia – Franz Conrad von Hötzendorf, austro-węgierski feldmarszałek (ur. 1852)
- 16 września – Aleksandr Friedman (ros. Александр Александрович Фридман), rosyjski matematyk, meteorolog, fizyk i kosmolog (ur. 1888)
- 19 września – Georg Schweinfurth, niemiecki botanik i etnolog (ur. 1836)
- 26 września – Ola Hansson, szwedzki poeta, pisarz i krytyk literacki (ur. 1860)
- 29 września – Léon Bourgeois, francuski prawnik i polityk, premier Francji, laureat pokojowej Nagrody Nobla (ur. 1851)
- 5 października – Anna Schäffer, niemiecka tercjarka franciszkańska, mistyczka, stygmatyczka (ur. 1882)
- 15 października – Katarzyna (Jefimowska) (ros. Игумения Екатерина), rosyjska mniszka prawosławna (ur. 1850)
- 16 października – Christian Krohg, norweski malarz, rysownik, pisarz i dziennikarz (ur. 1852)
- 31 października:
  - Michaił Frunze (ros. Михаил Васильевич Фрунзе), rosyjski dowódca wojskowy i działacz bolszewicki (ur. 1885)
  - Max Linder, francuski aktor i reżyser, jeden z pionierów kina (ur. 1883)
- 20 listopada:
  - Aleksandra Carolina Marie Charlotte Louise Julia, księżniczka duńska, królowa Anglii, żona Edwarda VII (ur. 1844)
  - Stefan Żeromski, polski pisarz (ur. 1864)
- 5 grudnia – Władysław Reymont, polski pisarz, laureat Nagrody Nobla w dziedzinie literatury 1924 (ur. 1867)
- 25 grudnia – Ester Rachel Kamińska, polska aktorka teatralna, założycielka Teatru Żydowskiego w Warszawie (ur. 1870)
- 28 grudnia – Siergiej Jesienin (ros. Сергей Александрович Есенин), poeta rosyjski (ur. 1895)
- data dzienna nieznana: 
  - Ludwig Darmstädter, niemiecki taternik i alpinista (ur. 1846)
  - Awigdor Mermelstein, syjonista oraz popularyzator i nauczyciel języka nowohebrajskiego (ur. 1851)

## Zdarzenia astronomiczne
- 24 stycznia – całkowite zaćmienie Słońca

## Nagrody Nobla
- z fizyki – James Franck, Gustav Ludwig Hertz
- z chemii – Richard Adolf Zsigmondy
- z medycyny – nagrody nie przyznano
- z literatury – George Bernard Shaw
- nagroda pokojowa – sir Austen Chamberlain, Charles Gates Dawes

## Święta ruchome
- Tłusty czwartek: 19 lutego
- Ostatki: 24 lutego
- Popielec: 25 lutego
- Niedziela Palmowa: 5 kwietnia
- Pamiątka śmierci Jezusa Chrystusa: 8 kwietnia
- Wielki Czwartek: 9 kwietnia
- Wielki Piątek: 10 kwietnia
- Wielka Sobota: 11 kwietnia
- Wielkanoc: 12 kwietnia
- Poniedziałek Wielkanocny: 13 kwietnia
- Wniebowstąpienie Pańskie: 21 maja
- Zesłanie Ducha Świętego: 31 maja
- Boże Ciało: 11 czerwca